# غورغيت فنسنت
غورغيت فنسنت (بالإنجليزية: Georgette Vincent)‏ هي لاعب كرة قاعدة أمريكية، ولدت في 5 يوليو 1928 في فول ريفر في الولايات المتحدة، وتوفيت في 4 ديسمبر 1980.